# Giuseppe Allegranza
Giuseppe Allegranza, eingedeutscht Joseph Allegranza, (* 16. Oktober 1713 in Mailand; † 18. Dezember 1785 ebenda) war ein italienischer Dominikaner und Historiker.

## Leben
Giuseppe Allegranza war der Neffe von Giambattista Allegranza († 1720), seit 1672 Prior des Dominikanerklosters Sant’Eustorgio in Mailand. In dieses trat er 1732 ein.
Nach einem Literatur- und Philosophiestudium in Piacenza, studierte er Theologie in Bologna und promovierte 1746 in Rom zum Dr. theol. Nach dem Studium bestand sein erstes Amt darin, Philosophie und Theologie in den verschiedenen Klöstern der Dominikaner in der Mailänder Provinz zu lehren.
Für die Kongregation der Mailänder Dominikaner war er viel auf Reisen nach Genua, Neapel, Apulien, Malta und Kalabrien. Die Aufenthalte an diesen Orten nutzte er für historische Studien und zur Weiterbildung seiner Kenntnisse in der Antike, deren Ergebnisse er später sowohl auf Italienisch als auch in Latein veröffentlichte. In Neapel freundete er sich mit dem Gelehrten Costantino Grimaldi (1667–1750) an und fasste mit diesem den Plan eines Pansofia oder einer Universalbibliothek, den er jedoch aufgrund zahlreicher Ereignisse nicht verwirklichen konnte, sodass nur der Plan des Werkes in der Sammlung der Flugschriften von Giuseppe Allegranza erhalten blieb, die 1781 von dem Kamaldulenser Isidoro Bianchi (1731–1818) angelegt wurde. Nachdem er in Sizilien eingetroffen war, veröffentlichte er eine Broschüre über eine leichtere und sicherere Befahrung des Golfs von Messina.
Von Sizilien aus ging er nach Malta; dort erwarb er die Freundschaft von Manuel Pinto de Fonseca, Großmeister des Malteserordens. In Malta veröffentlichte er auch neben einer Stellungnahme zu den kürzlich entdeckten Werken über den Schiffbruch des Heiligen Paulus im Jahr 1751 den Commentarius de vita et scriptis Jo. Francisci Bonamici melitensis, ex ejusdem mss. potissime collectus.
Nach seiner Rückkehr nach Sizilien verfasste er die Denkschrift Sopra i Palici ed un’ antica città detta Palermo in Sicilia vicina a Paterno, e sulla patria di sant’ Agata in Sicilia; die 1752 in der Novelle letterarie di Firenze gedruckt wurde.
Danach ging er an das Theologische Seminar nach Chieti, wo er zwei Jahre lang Theologie studierte und einen Brief über ein Mosaik mit Darstellung des Acheloos verfasste, der in der oben erwähnten Sammlung von Isidoro Bianchi nachzulesen ist, sowie zwei weitere Werke, die 1754 dort gedruckt wurden: Descrizione di varii monumenti dei Marrucini in Chieti und Riflessioni sopra un antico breviario francescano. Von da aus ging er nach Rom, um sich dem Studium der Antike widmen zu können. In Rom lernte er viele berühmte Archäologen kennen, unter anderem auch den deutschen Johann Joachim Winckelmann, besuchte Bibliotheken, öffentliche und private Galerien und ging vor allem seinen Forschungen über christliche Altertümer nach.
In Rom verfasste er 1754 für das Giornale de letterati eine Denkschrift mit dem Titel Pessimo criterio di Adriano Baillet intorno la santità del beato Jacopo da Voragine, und in derselben Zeitschrift erschienen im darauffolgenden Jahr die zwölf Briefe Lettere famigliari di un religioso domenicano, die sich mit verschiedenen einzigartigen Altertümern Naturphänomenen sowie dem Leben und den Werken einiger berühmter Männer Siziliens und Maltas befassten.
Während seines Aufenthaltes in Rom freundete er sich mit dem Literaten Domenico Schiavo (1719–1773) an.
1755 kehrte er in seine Heimat zurück und lebte dort fast ausschließlich in Mailand. Nachdem er 1770 mit der Leitung der neu gegründeten Biblioteca Braidense (Imperialis Regia Bibliotheca Mediolanensis) in Mailand betraut worden war, erstellte er einen Katalog ihres Bestandes; ein Werk, für das er 1775 von der Kaiserin Maria Theresia mit der Goldenen Verdienstmedaille ausgezeichnet wurde.
Er verfasste viele kleinere Schriften, die sich mit lombardischen und mailändischen christlichen Altertümern befassten.
Als er starb, war er Prior des Klosters Sant’Eustorgio in Mailand.

## Schriften (Auswahl)
- Spiegazione e riflessioni sopra alcuni sacri monumenti antichi. Mailand, 1757.
- Difesa del canonicato de’ FF. Predicatori ove si da un saggio della Istituzione, Riforma, Propagazione, Spirito, Vestito e Diritti degli antichi, e moderni Canonici, e si presenta una giusta idea dell’Istituto Domenicano. Volgarizzamento dal francese. Venedig 1758.
- Dell’antico fonte battesimale di Chiavenna: dissertazione. Venedig 1765.
- De Monogrammate D. N. Jesu Christi et usitatis ejus effingendi modis. Mailand 1773.
- De sepulcris christianis in aedibus sacris, accedunt inscriptiones sepulcrales christiano seculo septimo antiquiores in Insubria Austriaca repertae. Mailand 1773.[5]
- Opuscoli eruditi latini ed italiani. Cremona 1781.
- Osservazioni antiquarie critiche e fisiche fatte nel regno di Sicilia. Mailand 1781.
- Collezione degli opuscoli eruditi latini e italiani dell’ Allegranza. Cremona 1781.